# Psychotria ianthina
Psychotria ianthina är en måreväxtart som beskrevs av André Guillaumin. Psychotria ianthina ingår i släktet Psychotria och familjen måreväxter. Inga underarter finns listade i Catalogue of Life.